# Leandra sabiaensis
Leandra sabiaensis är en tvåhjärtbladig växtart som beskrevs av Alexander Curt Brade. Leandra sabiaensis ingår i släktet Leandra och familjen Melastomataceae. Inga underarter finns listade i Catalogue of Life.